# レイ・ブラウン (野球)
レイモンド・ブラウン（Raymond "Ray" Brown, 1908年2月23日 - 1965年2月8日）は、1930～1950年代にアメリカ合衆国のニグロリーグやラテンアメリカの野球リーグで活躍していた野球選手。主なポジションは投手。オハイオ州アッシュランドグローブ生まれ。右投げ、スイッチヒッター。1930年代後半から1940年代のホームステッド・グレイズの黄金期を支えた。投手として28連勝というニグロリーグの記録を持つ。

## 来歴・人物
ブラウンはプロの野球選手になる前、オハイオの高校からウィルバーフォース大学に通いながら、地元デイトンの球団などで野球をしていた。当時カム・ポージーが所有していたホームステッド・グレイズと契約したのは大学在学中の1932年のことで、1935年に大学を卒業するまではオフシーズンに大学通いを続けていた。1935年に大学を卒業しプロの選手になると、ブラウンは球団所有者であるポージーの娘と結婚（野球場のホームプレート前で式を挙げたという）、その後選手生活をずっとグレイズで過ごす。ブラウンは当時速球のほかに優れたコントロールのカーブとシンカーを操り、ベテラン選手になってからはナックルボールまで投げていたそうである。
大学を卒業したブラウンは、1935年にニグロリーグで12勝3敗という成績を収める。この年は打撃の面でも活躍をみせ、登板のない試合では外野手として出場していた。翌1936年に、ブラウンはデンバーの新聞社が選ぶニグロ・ナショナル・リーグのオールスター選手にも選出される。強力なグレイズの打線の後ろ盾もあり、ブラウンはこの年から翌1937年にかけ、28連勝という途方もない記録をつくっている。
1939年はグレイズとの契約がこじれてしまい、ブラウンはメキシコリーグに活躍の場を求めた。1940年にグレイズに復帰すると18勝3敗、防御率2.53の成績を上げ、1941年には前の年からの連勝記録を27連勝にまで伸ばし、グレイズをリーグ5連覇に導いた。またこの年のニューヨーク・キューバンズとのリーグ優勝決定戦で完封勝利を上げ、打つ方でも本塁打と二塁打を放つ活躍をしている。更に1941年のオフシーズンにはプエルトリコのリーグに参加して、12勝4敗、防御率1.82と活躍し最多勝利投手にもなっている。ブラウンは1942年までニグロリーグで毎年二桁の勝ち星を挙げていたが、1943年以降は徐々に成績が低下してきていた。ただプエルトリコのリーグでは相変わらず好投を続けていたそうで、プエルトリコリーグへの参加は都合6シーズンにもなった。
1946年にブラウンはグレイズを離れ、1949年まで4年間メキシコリーグに参加した。メキシコリーグでは4年間で51勝32敗という成績を残し、防御率は毎年3.50前後を記録している。また1948年シーズンオフには、ベネズエラリーグでカラカスの監督を勤めている。1950年からはカナダのプロヴィンシャル・リーグで3年間プレーし選手を引退した。引退後は、再婚して数年の間カナダで暮らしていたようである。1965年にオハイオ州デイトンで死去。2006年にニグロリーグ特別委員会がアメリカ野球殿堂入り選手に選出した。

## 記録・表彰等
- 通算投手成績：109勝30敗